# 八次站

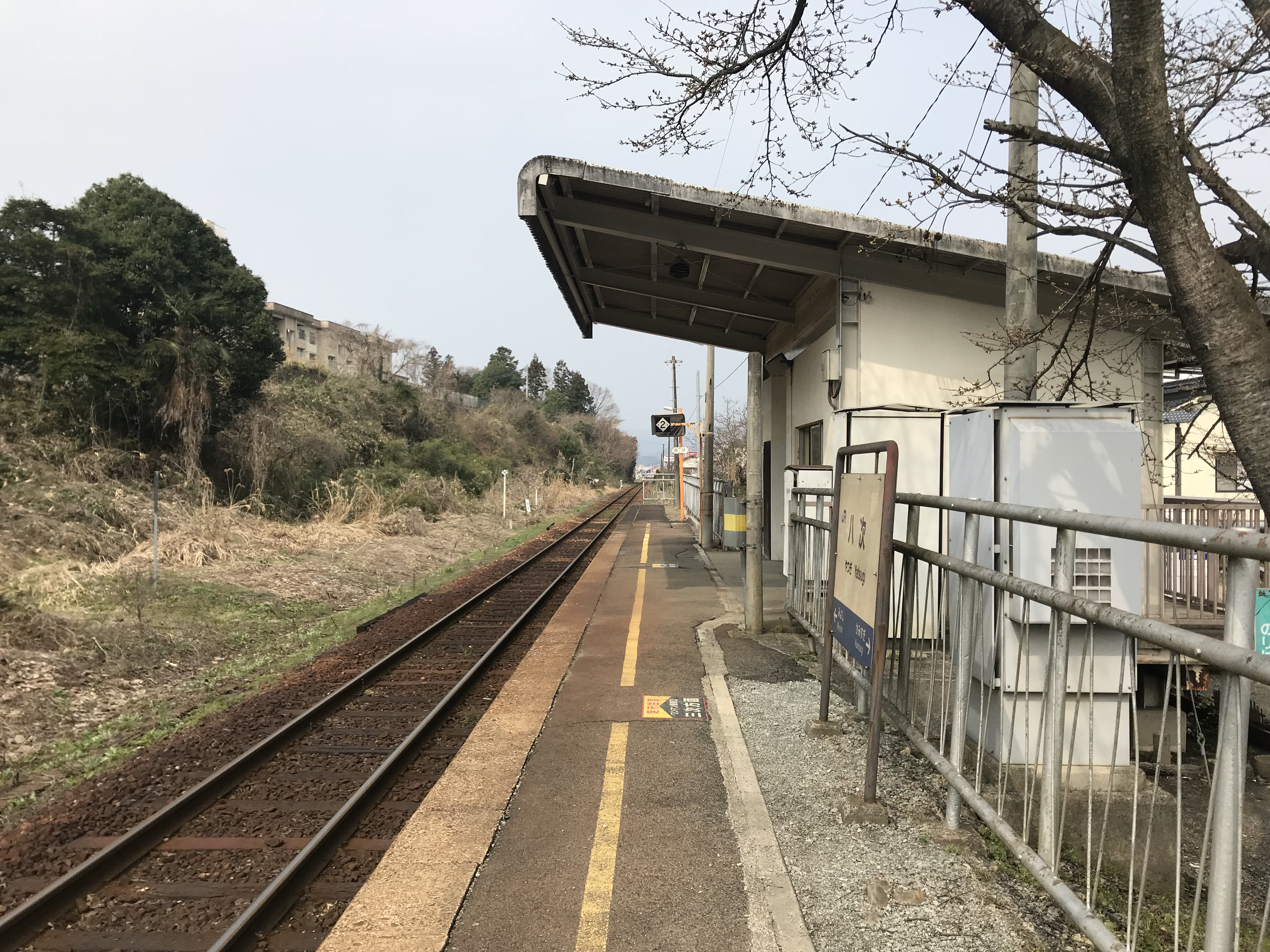
月台（2018年3月）

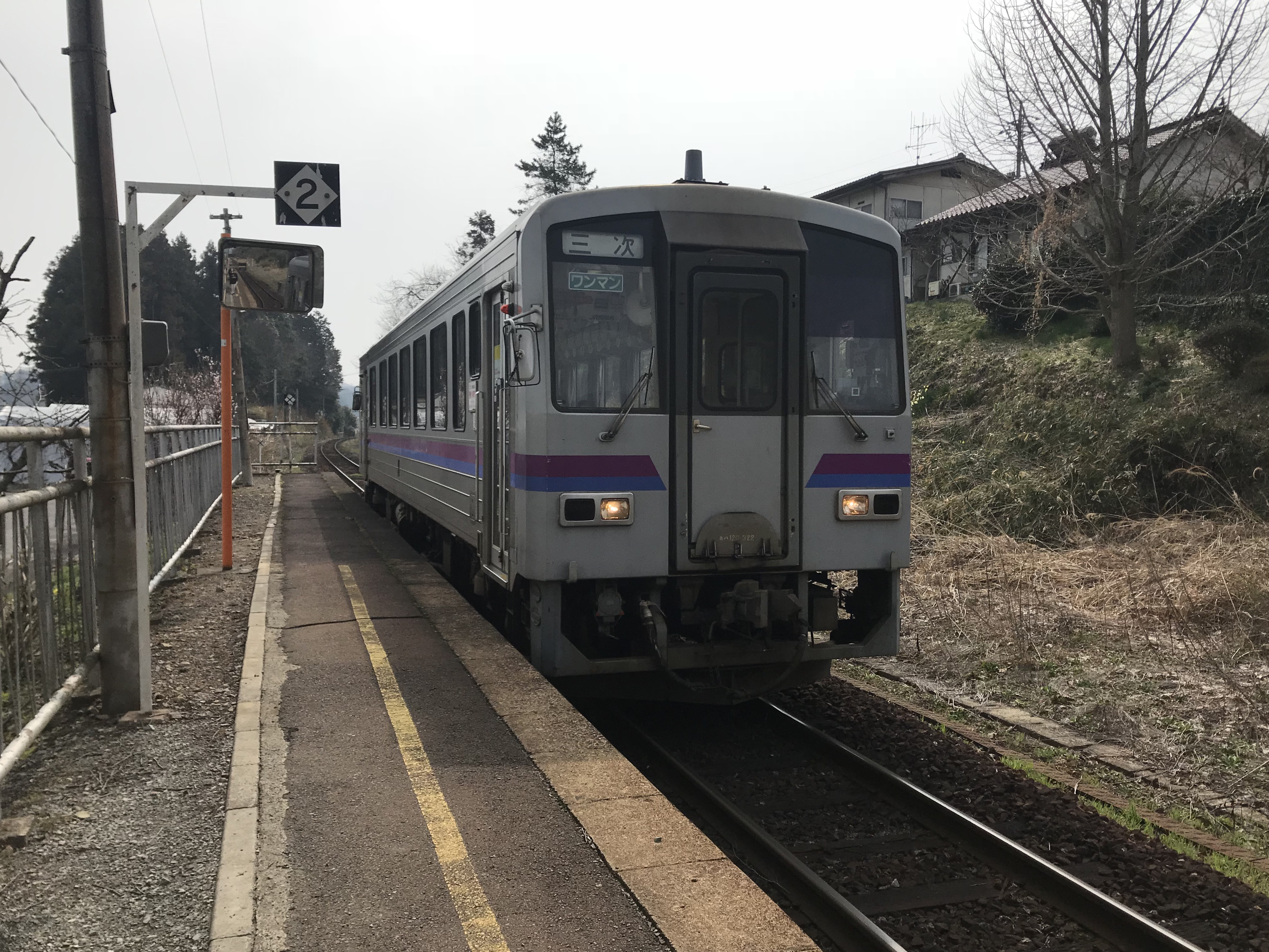
前往三次的藝備線列車

八次站（日语：／ Yatsugi eki */?）是位於廣島縣三次市南畑敷町，屬於西日本旅客鐵道（JR西日本）的藝備線車站。站名取自於車站所在地的舊村名。
此站為藝備線單獨車站，在運輸系統福鹽線列車駛入此站。

## 歷史
- 1922年6月7日：藝備鐵道（日语：芸備鉄道）三次站（第一代，現時為西三次站）至鹽町站（現時為神杉站）開業，此站啟用。
- 1933年6月1日：藝備鐵道被國有化，轉為國有鐵道庄原線的車站[1]。
- 1936年10月10日：庄原線編入至三神線，備中神代站至備後十日市站（現時：三次站）之間為三神線。此站成為三神線車站。
- 1937年7月1日：備中神代站至廣島站之間成為藝備線。此站成為藝備線車站。
- 1971年12月20日：降為無人車站及簡易委託化[2]。
- 1987年4月1日：隨國鐵分割民營化，車站由西日本旅客鐵道（JR西日本）營運。
- 2008年（平成20年）3月31日 - 當日起中止委托車票業務。

## 車站構造
車站是一座地面車站，設有1面1線的單式月台。此站曾經設有1面2線的島式月台。此站曾經設有廁所，為男女共用旱廁，現時已經封閉，但是建築物仍然存在。
此站是由三次鐵道部管理的無人車站。在月台上設有候車室。曾經於站前商店可購買車票，在2008年春天起結束此服務。

## 使用狀況
以下為近年1日平均乘車人次列表。
| 年度               | 1日平均 乘車人次 | 參考資料 |
| ------------------ | ---------------- | -------- |
| 1981年（昭和56年） | 61               |          |
|                    |                  |          |
| 2002年（平成14年） | 50               | [ 3 ]    |
| 2003年（平成15年） |                  |          |
| 2004年（平成16年） |                  |          |
| 2005年（平成17年） |                  |          |
| 2006年（平成18年） |                  |          |
| 2007年（平成19年） |                  |          |
| 2008年（平成20年） |                  |          |
| 2009年（平成21年） |                  |          |
| 2010年（平成22年） |                  |          |
| 2011年（平成23年） | 143              | [ 4 ]    |
| 2012年（平成24年） | 117              | [ 4 ]    |
| 2013年（平成25年） | 109              | [ 4 ]    |
| 2014年（平成26年） | 106              | [ 4 ]    |
| 2015年（平成27年） | 117              | [ 4 ]    |
| 2016年（平成28年） | 117              | [ 4 ]    |
| 2017年（平成29年） | 105              | [ 4 ]    |
| 2018年（平成30年） | 96               |          |

## 車站周邊
- 八次郵局
- 南畑敷簡易郵局
- 三次市立八次小學
- 三次市立八次中學
- 廣島縣立三次高等學校（日语：広島県立三次高等学校）
- 萬事得三次汽車試驗場
- 廣島縣立三次公園
- 三次草藥園
- 熊野神社
- 馬洗川
- 國道183號（日语：国道183号）
- 國道184號（日语：国道184号）
- 八次站周辺地圖（Mapion） （页面存档备份，存于）

## 相鄰車站
西日本旅客鐵道（JR西日本）
 藝備線、 福鹽線（鹽町站至三次站之間為藝備線）
神杉－八次－三次

## 注腳
1. ↑  日本《官報》第1917號「鐵道省告示第205號」，1933年5月25日：第716頁。
2. ↑  日本國有鐵道公示S46.12.20公492
3. ↑  「飲食・小売の出店を科学する出店戦略情報局」之存檔數據
4. 1 2 3 4 5 6 7  國土數値情報 不同站的上下車人次數據

## 外部連結
- 八次｜車站資訊：JR出門網 - 西日本旅客鐵道（日語）